# Occidryas rubrolimbata
Occidryas rubrolimbata är en fjärilsart som beskrevs av Comstock 1918. Occidryas rubrolimbata ingår i släktet Occidryas och familjen praktfjärilar. Inga underarter finns listade i Catalogue of Life.